# Рисовий оцет

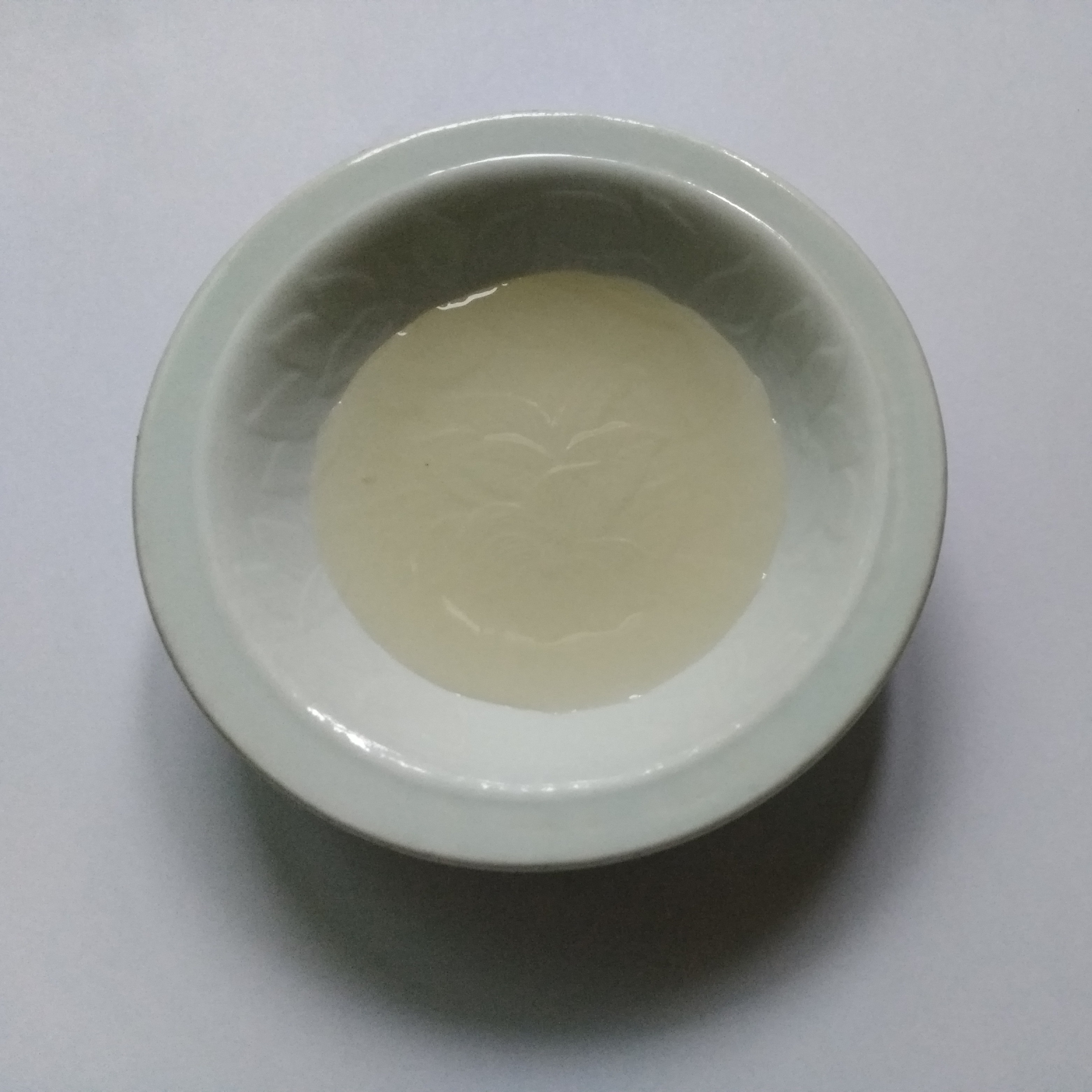
Рисовий оцет

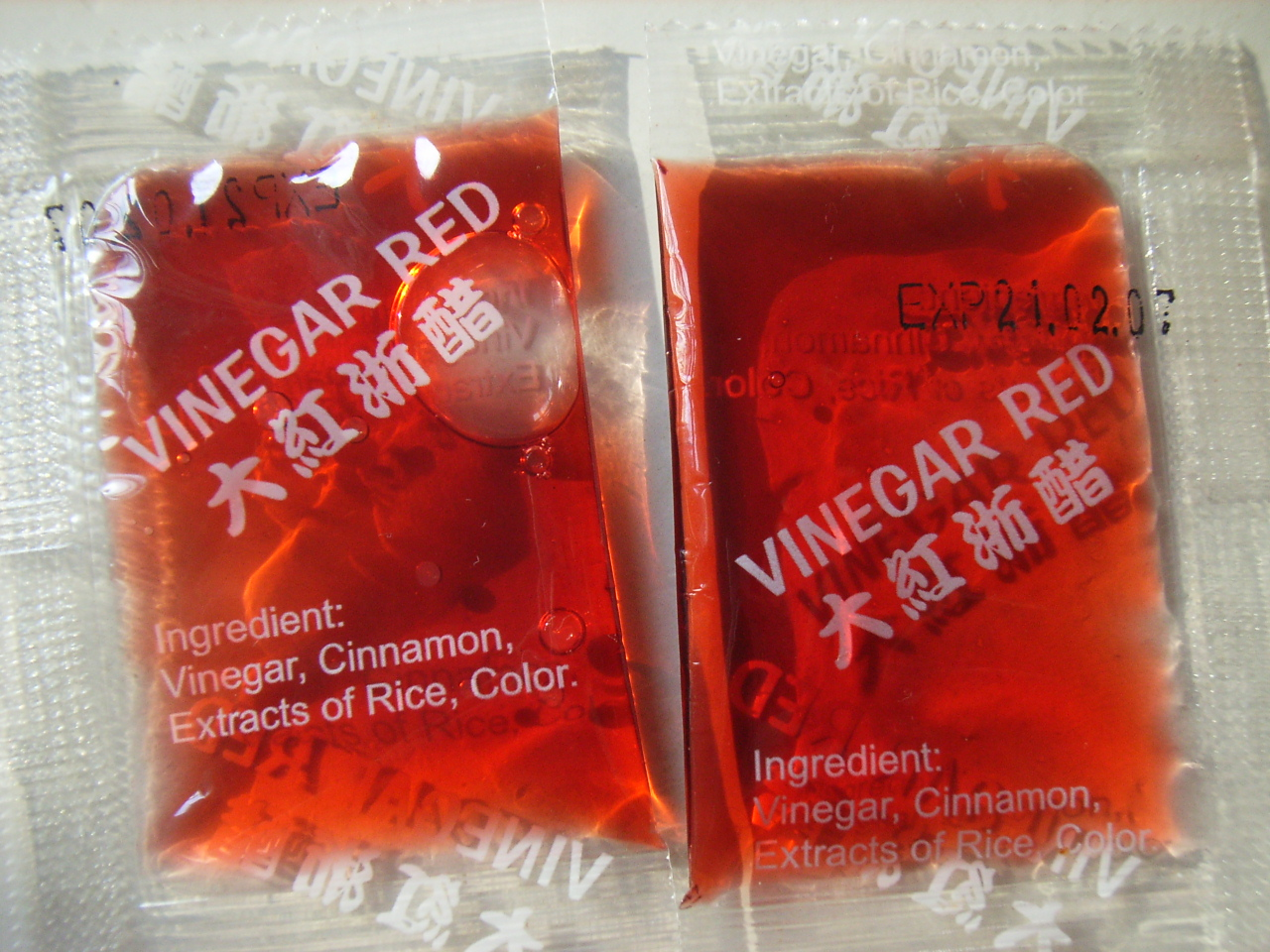
Червоний рисовий оцет

Ри́совий о́цет — оцет, отриманий через бродіння рису або рисового вина, який виготовляють у Китаї, Японії, Кореї чи В'єтнамі.

## Китайський рисовий оцет
Китайський рисовий оцет на відміну від японського дещо міцніший. Гама його кольорів складається від прозорого до різних відтінків червоного і коричневого кольору. Китайський та, особливо, японський оцет дуже м'який і солодкий порівняно з кислішим західним оцтом, який є замінником для рисового оцту.
Білий рисовий оцет — безбарвна або ж блідо-жовта рідина, що має високий вміст оцтової кислоти і більш схожий до Західного оцту, але все-таки є менш кислим і м'яким на смак.
Чорний рисовий оцет — темного кольору оцет та димного аромату, який дуже популярний на півдні Китаю. Зазвичай чорний рисовий оцет виготовляється з чорного клейкого рису (також називається «солодкий рис»), хоча звичайний рис або сорго може бути використаний замість клейкого рису.
Червоний рисовий оцет — оцет з особливим ароматом через червону цвіль, який є темнішим, ніж білий рисовий оцет, і блідіший, ніж чорний рисовий оцет, з характерним червоним кольором отриманого з червоного дріжджового рису. Це оцет має особливий аромат власне через червону цвіль.